# PrimeWAF
PrimeWAF（プライムワフ）とは、バルテス株式会社が開発したクラウド型WAF(Web Application Firewall)のセキュリティ対策サービスである。

## 概要
「PrimeWAF」は2022年3月1日よりバルテス株式会社から提供が開始された。
サービスの特長として従量制の料金体系を採用していることがあげられる。また、ネットワーク型（ゲートウェイ型）のサービスとなっているため、クライアントとWebサーバの通信経路上に配置するWAFに分類される。クラウドサービスの特性として、ハードウェアの管理なども必要なく、インターネットからアクセス可能なWebサイトであればすぐにサービスを利用できることも特長の一つである。

## WAF防御設定
【対応可能な攻撃一覧】
- SQLインジェクション
- OSコマンドインジェクション
- LDAPインジェクション
- Xpathインジェクション
- SSIインジェクション
- HTTPヘッダーインジェクション
- クロスサイトスクリプティング
- クロスサイトリクエストフォージェリ
- リモートファイルインクルード
- ローカルファイルインクルード
- パストラバーサル
- 安全でないデシリアライゼーション
XML外部実体参照

## 沿革
- 2022年（令和4年）
  - 3月
    - 　サイバー脅威へのセキュリティ対策「PrimeWAF」提供開始しました[2]